# Élections législatives de 2022 en Charente-Maritime
Les élections législatives françaises de 2022 se déroulent les 12 et 19 juin 2022. Dans la Charente-Maritime, cinq députés sont à élire dans le cadre de cinq circonscriptions.

## Contexte

### À l'Assemblée
Les marcheurs réussissent les législatives de 2017 en Charente-Maritime. Ils obtiennent les trois sièges où les sortants ne se représentaient pas. Frédérique Tuffnell l'emporte à Rochefort-Pays d'Aunis, Jean-Philippe Ardouin à Saintes-Saint-Jean-d'Angély et Raphaël Gérard à Jonzac-Royan-Est. Le radical de gauche Olivier Falorni conserve largement sa circonscription de La Rochelle-Île-de-Ré et le républicain Didier Quentin l'emporte confortablement à Royan-Ouest-Marennes-Oléron, face à des candidats de la majorité présidentielle.
Olivier Falorni, après sa réélection, continue de siéger à la commission du développement durable après sa réélection et rejoint les non-inscrits. Il vote la confiance au gouvernement Philippe en juillet 2017. Avec Sylvia Pinel, Jeanine Dubié et Stéphane Claireaux, il présente une proposition de loi en octobre 2017 sur le droit à l'euthanasie. Le mois suivant, il présente une autre proposition visant à reconnaître la saliculture, production de sel, comme activité agricole,. Au début de l'année 2018, il devient vice-président de deux groupes d'études, l'un sur la fin de vie et l'autre sur la condition animale. En octobre 2018, il est un des membres fondateurs d'un nouveau groupe parlementaire, Libertés et territoires,. Le même mois, il dépose une proposition de loi pour interdire l'utilisation du glyphosate. En septembre 2019, il dépose deux nouvelles propositions de loi dont l'une traite à nouveau de la fin de vie. En octobre 2019, il rejoint la commission des affaires économiques. Comme la majorité de son groupe, Falorni vote contre le gouvernement Castex en juillet 2020. À l'occasion de la journée parlementaire du groupe LT en avril 2021, sa proposition de loi sur l'euthanasie datant de 2017 est reprise et adoptée en commission. Il en est le rapporteur. Cependant, l'examen en hémicycle n'aboutit pas en raison de 3866 amendements qui n'ont pas le temps d'être tous examinés. De juillet 2021 à janvier 2022, il est secrétaire d'une commission d'enquête sur les défauts de la politique pénitentiaire française.
Frédérique Tuffnell, ancienne conseillère municipale rochefortaise, intègre comme son collègue Falorni la commission du développement durable. Dès juillet 2017 et pour un an, elle devient co-rapporteure, avec Nathalie Bassire, députée de La Réunion, d'une mission d'application d'une loi de 2016 pour la reconquête de la biodiversité. Elle participe à partir de fin 2017 à deux autres missions d'information, l'une sur la ressource en eau, et l'autre sur la gestion des catastrophes naturelles en Outre-mer. En février 2018, elle prend la présidence d'un groupe d'études sur l'eau et la biodiversité,. En novembre 2019, elle devient rapporteure d'une nouvelle mission d'information, consacrée à la gestion des conflits d'usage en situation de pénurie d'eau,. En décembre 2019, elle dépose une proposition de loi concernant la sécurité des poids lourds équipés de ridelles, trois ans après l'accident survenu à Rochefort. Critique de la politique écologique du gouvernement, Frédérique Tuffnell quitte en février 2020 le groupe et le parti LREM. En mai 2020, elle rejoint le nouveau groupe Écologie démocratie solidarité et en devient la trésorière. Elle est l'une des deux seules députées du groupe à voter la confiance au gouvernement Castex en juillet 2020. À l'été 2020, elle présente deux propositions de loi pour la préservation de la ressource en eau,. Le groupe EDS disparaît en octobre 2020. Deux mois plus tard, elle rejoint le groupe MoDem et apparentés. En 2021, elle participe à une commission d'enquête sur la mainmise sur la ressource en eau par les intérêts privés et dépose deux propositions de loi. L'une des deux a pour but de pousser le gouvernement à plaider pour la création d'aires marines protégées en Antarctique. En décembre 2021, elle émet une proposition de résolution "invitant le Gouvernement à défendre l'exigence forte attachée à la certification européenne du sel biologique et à ses méthodes de production",. Celle-ci est signée par de nombreux députés et adoptée.
Ancien conseiller municipal saintais, Jean-Philippe Ardouin succède à Catherine Quéré à la députation. Il intègre la commission de la Défense. Il ne prend part à aucune mission d'information, et n'est l'auteur d'aucune proposition de loi,. Cependant, il est l'auteur de plusieurs questions écrites au cours de son mandat, sur des sujets variés. En hémicycle, il s'implique dans plusieurs dossiers. Il intervient plusieurs fois sur le dossier de la programmation militaire 2019-2025 en mars 2018 ou encore la sécurité globale en novembre 2020. Il est secrétaire de deux groupes d'études, l'un sur la vigne, le vin et l’œnologie et un autre sur les véhicules terrestres.
Pour sa première expérience politique, Raphaël Gérard est élu député du sud-est du département. Il intègre la commission des affaires culturelles. Dès juillet 2017, il intègre la délégation aux outre-mer. En 2018, il devient co-président, avec la députée LR Constance Le Grip, d'un groupe d'études sur le patrimoine, ainsi que vice-président d'un autre groupe consacré aux discriminations et LGBTQI-phobies dans le monde. La même année, il prend la charge de rédiger plusieurs rapports. Il rédige l'avis de sa commission, en tant que rapporteur pour avis, en mai 2018, sur le projet de loi ELAN,. En juin, avec sa collègue polynésienne Maina Sage, il dépose un rapport d'information sur une loi de 2017 sur l'égalité réelle dans les Outre-mer. Quelques jours plus tard, cette fois avec Gabriel Serville, député martiniquais, et Laurence Vanceunebrock-Mialon, députée bourbonnaise, il en dépose un autre concernant la lutte contre les discrimination anti-LGBT dans les Outre-mer,. En 2019, il est co-rapporteur avec Emmanuelle Anthoine, d'une mission d'évaluation d'une loi de 2016 sur le patrimoine. Il est également secrétaire d'une commission d'enquête sur l'utilisation de la chlordécone et du paraquat en Guadeloupe et en Martinique. De novembre 2019 à juin 2020, il est rapporteur d'une commission consacrée à la rénovation de Notre-Dame de Paris, à la suite de l'incendie d'avril 2019. En mars 2020, Raphaël Gérard est l'un des premiers députés à contracter le coronavirus. Il subit un coma de 12 jours et des séquelles ; des problèmes respiratoires et cardiaques. En 2021, il participe à une mission d'information sur les formes de racisme. Il fait une intervention remarquée en janvier 2022 sur son expérience personnelle du Covid long, lors des débats sur le pass vaccinal.
Troisième député de sa circonscription depuis 1958, Didier Quentin est élu député pour la cinquième fois. Maire de Royan depuis 2008, il démissionne en juillet 2017 de son mandat local,. Membre de la commission des Lois de 1998 à 2013, Didier Quentin reste dans la commission qu'il a rejointe en 2013, la commission des affaires étrangères. Comme depuis 2008, il se maintient au sein de la commission des affaires européennes. En juillet 2017, il est reconduit vice-président de la délégation aux outre-mer, position déjà assumée depuis 2012. En octobre 2017, il devient co-rapporteur d'une mission d'information sur la refondation démocratique en Europe, dont le rapport paraît en novembre 2018. Le même mois, il rédige l'avis de la commission des affaires étrangères sur le projet de loi de finances de 2018, sur le volet Défense. Il devient également vice-président de la mission d'information sur l'avenir institutionnel de la Nouvelle-Calédonie. En avril 2018, il devient vice-président d'un groupe d'études sur les gens du voyage. Il est aussi secrétaire de quatre groupes, sur le littoral, le thermalisme, la valorisation des activités touristiques et l'économie maritime. En novembre 2018, il devient vice-président de la commission spéciale chargée de l'examen du projet de loi permettant au gouvernement de légiférer par ordonnance pour la préparation au Brexit. De mai à novembre 2019, il est co-rapporteur d'une "mission flash d’audit et de contrôle des processus de gestion de postes diplomatiques". En 2020, il est brièvement co-rapporteur d'une mission d'information sur les conditions de délivrance des passeports à l'étranger. De mars à décembre 2021, il est co-rapporteur d'une autre mission sur l'indépendance stratégique de l'Europe. La même année, il est membre d'une commission d'enquête sur la lutte contre l'orpaillage illégal en Guyane. En automne 2021, il se rend, avec plusieurs autres membres du groupe d'études sur les chrétiens d'Orient, en Syrie.

### Résultats de l'élection présidentielle de 2022 par circonscription
| Circonscription | 1er tour | 1er tour | 1er tour  |         | 2d tour | 2d tour |
| Circonscription | Macron   | Le Pen   | Mélenchon | Macron  | Le Pen  |         |
| --------------- | -------- | -------- | --------- | ------- | ------- | ------- |
| Circonscription |          |          |           |         |         |         |
| 1re             | 34,29 %  | 15,54 %  | 22,37 %   | 70,89 % | 29,11 % |         |
| 2e              | 28,88 %  | 24,17 %  | 19,71 %   | 57,77 % | 42,23 % |         |
| 3e              | 26,32 %  | 27,73 %  | 18,62 %   | 52,33 % | 47,67 % |         |
| 4e              | 26,60 %  | 31,26 %  | 14,62 %   | 48,60 % | 51,40 % |         |
| 5e              | 27,46 %  | 29,00 %  | 15,39 %   | 50,94 % | 49,06 % |         |

## Système électoral
Les élections législatives ont lieu au scrutin uninominal majoritaire à deux tours dans des circonscriptions uninominales.
Est élu au premier tour le candidat qui réunit la majorité absolue des suffrages exprimés et un nombre de voix au moins égal au quart (25 %) des électeurs inscrits dans la circonscription. Si aucun des candidats ne satisfait ces conditions, un second tour est organisé entre les candidats ayant réuni un nombre de voix au moins égal à un huitième des inscrits (12,5 %) ; les deux candidats arrivés en tête du premier tour se maintiennent néanmoins par défaut si un seul ou aucun d'entre eux n'a atteint ce seuil. Au second tour, le candidat arrivé en tête est déclaré élu.
Le seuil de qualification basé sur un pourcentage du total des inscrits et non des suffrages exprimés rend plus difficile l'accès au second tour lorsque l'abstention est élevée. Le système permet en revanche l'accès au second tour de plus de deux candidats si plusieurs d'entre eux franchissent le seuil de 12,5 % des inscrits. Les candidats en lice au second tour peuvent ainsi être trois, un cas de figure appelé « triangulaire ». Les second tours où s'affrontent quatre candidats, appelés « quadrangulaire » sont également possibles, mais beaucoup plus rares.

### Partis et nuances
Les résultats des élections sont publiés en France par le ministère de l'Intérieur, qui classe les partis en leur attribuant des nuances politiques. Ces dernières sont décidées par les préfets, qui les attribuent indifféremment de l'étiquette politique déclarée par les candidats, qui peut être celle d'un parti ou une candidature sans étiquette.
En 2022, seules les coalitions Ensemble (ENS) et Nouvelle Union populaire écologique et sociale (NUP), ainsi que le Parti radical de gauche (RDG), l'Union des démocrates et indépendants (UDI), Les Républicains (LR), le Rassemblement national (RN) et Reconquête (REC) se voient attribuer  une nuance propre,,.
Tous les autres partis se voient attribuer l'une ou l'autre des nuances suivantes : DXG (divers extrême gauche), DVG (divers gauche), ECO (écologiste), REG (régionaliste), DVC (divers centre), DVD (divers droite), DSV (droite souverainiste) et DXD (divers extrême droite). Des partis comme Debout la France ou Lutte ouvrière ne disposent ainsi pas de nuance propre, et leurs résultats nationaux ne sont pas publiés séparément par le ministère, car mélangés avec d'autres partis (respectivement dans les nuances DSV et DXG),.

## Résultats

### Élus
| Circonscription                                 | Député sortant        | Parti | Parti | Groupe | Député élu ou réélu   | Parti | Parti    | Groupe |
| ----------------------------------------------- | --------------------- | ----- | ----- | ------ | --------------------- | ----- | -------- | ------ |
| 1re                                             | Olivier Falorni       |       | PRG   | LT     | Olivier Falorni       |       | PRG      | NI     |
| 2e                                              | Frédérique Tuffnell * |       | MoDem | MoDem  | Anne-Laure Babault    |       | MoDem    | DEM    |
| 3e                                              | Jean-Philippe Ardouin |       | LREM  | LREM   | Jean-Philippe Ardouin |       | LREM     | RE     |
| 4e                                              | Raphaël Gérard        |       | LREM  | LREM   | Raphaël Gérard        |       | LREM     | RE     |
| 5e                                              | Didier Quentin        |       | LR    | LR     | Christophe Plassard   |       | Horizons | HOR    |
| * député sortant ne se représentant pas en 2022 |                       |       |       |        |                       |       |          |        |

### Résultats à l'échelle du département

#### Résultats par coalition
| Parti et coalition                                           | Parti et coalition                                           | Parti et coalition                            | Premier tour | Premier tour | Premier tour | Second tour   | Second tour   | Second tour | Total Sièges  | +/-           |  |
| Parti et coalition                                           | Parti et coalition                                           | Parti et coalition                            | Voix         | %            | Sièges       | Voix          | %             | Sièges      | Total Sièges  | +/-           |  |
| ------------------------------------------------------------ | ------------------------------------------------------------ | --------------------------------------------- | ------------ | ------------ | ------------ | ------------- | ------------- | ----------- | ------------- | ------------- |  |
|                                                              |                                                              | La République en marche (LREM)                | 35 510       | 13,84        | 0            | 39 742        | 16,93         | 2           | 2             | en stagnation |  |
|                                                              | Mouvement démocrate (MoDem)                                  | 15 246                                        | 5,94         | 0            | 25 863       | 11,02         | 1             | 1           | en stagnation |               |  |
|                                                              | Horizons (H)                                                 | 14 245                                        | 5,55         | 0            | 28 233       | 12,03         | 1             | 1           | Nv            |               |  |
| Total Ensemble (ENS)                                         | Total Ensemble (ENS)                                         | 65 001                                        | 25,34        | 0            | 93 838       | 39,98         | 4             | 4           | 1             |               |  |
|                                                              |                                                              | La France insoumise (LFI)                     | 32 728       | 12,76        | 0            | 24 107        | 10,27         | 0           | 0             | en stagnation |  |
|                                                              | Europe Écologie Les Verts (EELV)                             | 12 875                                        | 5,02         | 0            | 17 721       | 7,55          | 0             | 0           | en stagnation |               |  |
|                                                              | Parti socialiste (PS)                                        | 11 886                                        | 4,63         | 0            |              |               |               | 0           | en stagnation |               |  |
| Total Nouvelle Union populaire écologique et sociale (NUPES) | Total Nouvelle Union populaire écologique et sociale (NUPES) | 57 489                                        | 22,41        | 0            | 41 828       | 17,82         | 0             | 0           | en stagnation |               |  |
|                                                              | Rassemblement national (RN)                                  | Rassemblement national (RN)                   | 52 798       | 20,58        | 0            | 64 473        | 27,47         | 0           | 0             | en stagnation |  |
|                                                              |                                                              | Les Républicains (LR)                         | 26 853       | 10,47        | 0            |               |               |             | 0             | 1             |  |
| Total Union de la droite et du centre (UDC)                  | Total Union de la droite et du centre (UDC)                  | 26 853                                        | 10,47        | 0            | 0            | 1             |               |             |               |               |  |
|                                                              | Parti radical de gauche (PRG)                                | Parti radical de gauche (PRG)                 | 15 976       | 6,23         | 0            | 34 576        | 14,73         | 1           | 1             | en stagnation |  |
|                                                              | Reconquête (REC)                                             | Reconquête (REC)                              | 10 040       | 3,91         | 0            |               |               |             | 0             | Nv            |  |
|                                                              |                                                              | Ruralité citoyenne (RC)                       | 5 231        | 2,04         | 0            | 0             | Nv            |             |               |               |  |
| Total Écologie au centre (EAC)                               | Total Écologie au centre (EAC)                               | 5 231                                         | 2,04         | 0            | 0            | en stagnation |               |             |               |               |  |
|                                                              |                                                              | Gauche républicaine et socialiste (GRS)       | 4 061        | 1,58         | 0            | 0             | Nv            |             |               |               |  |
|                                                              | Sans étiquette                                               | 1                                             | 0,00         | 0            | 0            | Nv            |               |             |               |               |  |
| Total Fédération de la gauche républicaine (FGR)             | Total Fédération de la gauche républicaine (FGR)             | 4 062                                         | 1,58         | 0            | 0            | Nv            |               |             |               |               |  |
|                                                              | Dissidents NUPES                                             | Dissidents NUPES                              | 4 061        | 1,58         | 0            | 0             | Nv            |             |               |               |  |
|                                                              | Parti animaliste (PA)                                        | Parti animaliste (PA)                         | 3 353        | 1,31         | 0            | 0             | en stagnation |             |               |               |  |
|                                                              |                                                              | Debout la France (DLF)                        | 1 419        | 0,55         | 0            | 0             | en stagnation |             |               |               |  |
|                                                              | Les Patriotes (LP)                                           | 1 322                                         | 0,52         | 0            | 0            | Nv            |               |             |               |               |  |
| Total Union pour la France (UPF)                             | Total Union pour la France (UPF)                             | 2 741                                         | 1,07         | 0            | 0            | en stagnation |               |             |               |               |  |
|                                                              | Dissidents Ensemble                                          | Dissidents Ensemble                           | 2 515        | 0,98         | 0            | 0             | Nv            |             |               |               |  |
|                                                              | Lutte ouvrière (LO)                                          | Lutte ouvrière (LO)                           | 2 411        | 0,94         | 0            | 0             | en stagnation |             |               |               |  |
|                                                              |                                                              | Alliance centriste (AC)                       | 1 922        | 0,75         | 0            | 0             | Nv            |             |               |               |  |
| Total Les écologistes avec la majorité présidentielle (ÉMP)  | Total Les écologistes avec la majorité présidentielle (ÉMP)  | 1 922                                         | 0,75         | 0            | 0            | Nv            |               |             |               |               |  |
|                                                              |                                                              | Mouvement écologiste indépendant (MEI)        | 793          | 0,31         | 0            | 0             | Nv            |             |               |               |  |
| Total Tous unis pour le vivant (TUPV)                        | Total Tous unis pour le vivant (TUPV)                        | 793                                           | 0,31         | 0            | 0            | Nv            |               |             |               |               |  |
|                                                              | Parti ouvrier indépendant démocratique (POID)                | Parti ouvrier indépendant démocratique (POID) | 467          | 0,18         | 0            | 0             | Nv            |             |               |               |  |
|                                                              | Le Mouvement de la ruralité (LMR)                            | Le Mouvement de la ruralité (LMR)             | 128          | 0,05         | 0            | 0             | Nv            |             |               |               |  |
|                                                              | Autres partis                                                | Autres partis                                 | 90           | 0,04         | 0            | 0             | en stagnation |             |               |               |  |
|                                                              | Sans étiquette (SE)                                          | Sans étiquette (SE)                           | 584          | 0,23         | 0            | 0             | en stagnation |             |               |               |  |
|                                                              |                                                              |                                               |              |              |              |               |               |             |               |               |  |
| Suffrages exprimés                                           | Suffrages exprimés                                           | Suffrages exprimés                            | 256 515      | 98,12        |              | 234 715       | 92,03         |             |               |               |  |
| Votes blancs                                                 | Votes blancs                                                 | Votes blancs                                  | 3 436        | 1,31         | 14 770       | 5,79          |               |             |               |               |  |
| Votes nuls                                                   | Votes nuls                                                   | Votes nuls                                    | 1 480        | 0,57         | 5 562        | 2,18          |               |             |               |               |  |
| Total                                                        | Total                                                        | Total                                         | 261 431      | 100          | 0            | 255 047       | 100           | 5           | 5             | en stagnation |  |
| Abstentions                                                  | Abstentions                                                  | Abstentions                                   | 259 513      | 49,82        |              | 265 960       | 51,05         |             |               |               |  |
| Inscrits/Participation                                       | Inscrits/Participation                                       | Inscrits/Participation                        | 520 944      | 50,18        | 521 007      | 48,95         |               |             |               |               |  |

#### Résultats par nuance
| Nuance                 | Nuance                                         | Nuance                 | Premier tour | Premier tour | Premier tour | Second tour | Second tour   | Second tour | Total Sièges | +/-           |  |
| Nuance                 | Nuance                                         | Nuance                 | Voix         | %            | Sièges       | Voix        | %             | Sièges      | Total Sièges | +/-           |  |
| ---------------------- | ---------------------------------------------- | ---------------------- | ------------ | ------------ | ------------ | ----------- | ------------- | ----------- | ------------ | ------------- |  |
|                        | Ensemble !                                     | ENS                    | 65 001       | 25,34        | 0            | 93 838      | 39,98         | 4           | 4            | 1             |  |
|                        | Nouvelle Union populaire écologique et sociale | NUP                    | 57 489       | 22,41        | 0            | 41 828      | 17,82         | 0           | 0            | en stagnation |  |
|                        | Rassemblement national                         | RN                     | 52 798       | 20,58        | 0            | 64 473      | 27,47         | 0           | 0            | en stagnation |  |
|                        | Les Républicains                               | LR                     | 26 853       | 10,47        | 0            |             |               |             | 0            | 1             |  |
|                        | Divers gauche                                  | DVG                    | 24 099       | 9,39         | 0            | 34 576      | 14,73         | 1           | 1            | en stagnation |  |
|                        | Reconquête                                     | REC                    | 10 040       | 3,91         | 0            |             |               |             | 0            | Nv            |  |
|                        | Ecologistes                                    | ECO                    | 8 442        | 3,29         | 0            | 0           | en stagnation |             |              |               |  |
|                        | Divers centre                                  | DVC                    | 3 483        | 1,36         | 0            | 0           | Nv            |             |              |               |  |
|                        | Divers extrême gauche                          | DXG                    | 2 968        | 1,16         | 0            | 0           | en stagnation |             |              |               |  |
|                        | Droite souverainiste                           | DSV                    | 2 741        | 1,07         | 0            | 0           | en stagnation |             |              |               |  |
|                        | Parti radical de gauche                        | RDG                    | 1 506        | 0,59         | 0            | 0           | en stagnation |             |              |               |  |
|                        | Divers droite                                  | DVD                    | 1 063        | 0,41         | 0            | 0           | en stagnation |             |              |               |  |
|                        | Divers                                         | DIV                    | 32           | 0,01         | 0            | 0           | en stagnation |             |              |               |  |
|                        |                                                |                        |              |              |              |             |               |             |              |               |  |
| Suffrages exprimés     | Suffrages exprimés                             | Suffrages exprimés     | 256 515      | 98,12        |              | 234 715     | 92,03         |             |              |               |  |
| Votes blancs           | Votes blancs                                   | Votes blancs           | 3 436        | 1,31         | 14 770       | 5,79        |               |             |              |               |  |
| Votes nuls             | Votes nuls                                     | Votes nuls             | 1 480        | 0,57         | 5 562        | 2,18        |               |             |              |               |  |
| Total                  | Total                                          | Total                  | 261 431      | 100          | 0            | 255 047     | 100           | 5           | 5            | en stagnation |  |
| Abstentions            | Abstentions                                    | Abstentions            | 259 513      | 49,82        |              | 265 960     | 51,05         |             |              |               |  |
| Inscrits/Participation | Inscrits/Participation                         | Inscrits/Participation | 520 944      | 50,18        | 521 007      | 48,95       |               |             |              |               |  |

### Cartes

Nuance politique des candidats arrivés en tête dans chaque commune au 1er tour.
Nuance politique des candidats arrivés en tête dans chaque commune au 2e tour.

### Résultats par circonscription

#### Première circonscription
Député sortant : Olivier Falorni (Parti radical de gauche).
| Candidat                 | Candidat                 | Parti et coalition       | Nuance                   | Premier tour | Premier tour | Second tour | Second tour |
| Candidat                 | Candidat                 | Parti et coalition       | Nuance                   | Voix         | %            | Voix        | %           |
| ------------------------ | ------------------------ | ------------------------ | ------------------------ | ------------ | ------------ | ----------- | ----------- |
|                          | Olivier Falorni          | PRG                      | DVG                      | 15 976       | 29,02        | 34 576      | 66,11       |
|                          | Jean-Marc Soubeste       | EELV (NUPES)             | NUP                      | 12 875       | 23,39        | 17 721      | 33,89       |
|                          | Martine Madelaine        | LREM (ENS)               | ENS                      | 12 656       | 22,99        |             |             |
|                          | Emma Chauveau            | RN                       | RN                       | 5 253        | 9,54         |             |             |
|                          | Marie Nédellec,          | PS diss.                 | DVG                      | 4 061        | 7,38         |             |             |
|                          | Nicolas François         | REC                      | REC                      | 2 114        | 3,84         |             |             |
|                          | Véronique Richez-Lerouge | MoDem diss.              | DVC                      | 1 009        | 1,83         |             |             |
|                          | Agnès Chair              | PA                       | ECO                      | 629          | 1,14         |             |             |
|                          | Antoine Colin            | LO                       | DXG                      | 319          | 0,58         |             |             |
|                          | Nadine Tanguy            | LMR                      | DVD                      | 128          | 0,23         |             |             |
|                          | Philippe Père            | SE                       | DIV                      | 32           | 0,06         |             |             |
|                          |                          |                          |                          |              |              |             |             |
| Votes valides            | Votes valides            | Votes valides            | Votes valides            | 55 052       | 99,04        | 52 297      | 95,88       |
| Votes blancs             | Votes blancs             | Votes blancs             | Votes blancs             | 370          | 0,67         | 1 602       | 2,94        |
| Votes nuls               | Votes nuls               | Votes nuls               | Votes nuls               | 166          | 0,30         | 647         | 1,19        |
| Total                    | Total                    | Total                    | Total                    | 55 588       | 100          | 54 546      | 100         |
| Abstention               | Abstention               | Abstention               | Abstention               | 54 879       | 49,68        | 55 924      | 50,62       |
| Inscrits / participation | Inscrits / participation | Inscrits / participation | Inscrits / participation | 110 467      | 50,32        | 110 470     | 49,38       |

#### Deuxième circonscription
Députée sortante : Frédérique Tuffnell (Mouvement démocrate).
| Candidat                 | Candidat                 | Parti et coalition       | Nuance                   | Premier tour | Premier tour | Second tour | Second tour |
| Candidat                 | Candidat                 | Parti et coalition       | Nuance                   | Voix         | %            | Voix        | %           |
| ------------------------ | ------------------------ | ------------------------ | ------------------------ | ------------ | ------------ | ----------- | ----------- |
|                          | Anne-Laure Babault       | MoDem (ENS)              | ENS                      | 15 246       | 28,09        | 25 863      | 51,76       |
|                          | Nordine Raymond,         | LFI (NUPES)              | NUP                      | 14 928       | 27,50        | 24 107      | 48,24       |
|                          | Richard Guérit           | RN                       | RN                       | 11 049       | 20,36        |             |             |
|                          | David Labiche            | LR (UDC)                 | LR                       | 6 680        | 12,31        |             |             |
|                          | Évelyne Serrurier        | ÉAC - RC                 | ECO                      | 2 162        | 3,98         |             |             |
|                          | Corinne Giraud           | REC                      | REC                      | 1 837        | 3,38         |             |             |
|                          | Adrien Larcher           | PA                       | ECO                      | 772          | 1,42         |             |             |
|                          | Claude Iseli             | DLF (UPF)                | DSV                      | 637          | 1,17         |             |             |
|                          | Frédéric Castello        | LO                       | DXG                      | 500          | 0,92         |             |             |
|                          | Thierry Auger            | POID                     | DXG                      | 467          | 0,86         |             |             |
|                          | Marie Fornili            | PCF diss.                | DVG                      | 0            | 0,00         |             |             |
|                          |                          |                          |                          |              |              |             |             |
| Votes valides            | Votes valides            | Votes valides            | Votes valides            | 54 278       | 98,07        | 49 970      | 91,64       |
| Votes blancs             | Votes blancs             | Votes blancs             | Votes blancs             | 784          | 1,42         | 3 244       | 5,95        |
| Votes nuls               | Votes nuls               | Votes nuls               | Votes nuls               | 282          | 0,51         | 1 315       | 2,41        |
| Total                    | Total                    | Total                    | Total                    | 55 344       | 100          | 54 529      | 100         |
| Abstention               | Abstention               | Abstention               | Abstention               | 56 838       | 49,33        | 57 655      | 51,39       |
| Inscrits / participation | Inscrits / participation | Inscrits / participation | Inscrits / participation | 112 182      | 50,67        | 112 184     | 48,61       |

#### Troisième circonscription
Député sortant : Jean-Philippe Ardouin (La République en marche).
| Candidat                 | Candidat                 | Parti et coalition       | Nuance                   | Premier tour | Premier tour | Second tour | Second tour |
| Candidat                 | Candidat                 | Parti et coalition       | Nuance                   | Voix         | %            | Voix        | %           |
| ------------------------ | ------------------------ | ------------------------ | ------------------------ | ------------ | ------------ | ----------- | ----------- |
|                          | Jean-Philippe Ardouin    | LREM (ENS)               | ENS                      | 10 111       | 24,53        | 18 295      | 51,18       |
|                          | Nathalie Collard         | RN                       | RN                       | 9 192        | 22,30        | 17 452      | 48,82       |
|                          | Gérald Dahan-Berthelot,  | LFI (NUPES)              | NUP                      | 8 686        | 21,07        |             |             |
|                          | Fabrice Barusseau,       | GRS (FGR)                | DVG                      | 4 061        | 9,85         |             |             |
|                          | Bertrand Giraud          | LR (UDC)                 | LR                       | 2 826        | 6,86         |             |             |
|                          | Pierre Dietz,            | AC (ÉMP)                 | DVC                      | 1 922        | 4,66         |             |             |
|                          | Maurice Pineau           | REC                      | REC                      | 1 680        | 4,08         |             |             |
|                          | Nathalie Raïssac-Jarrard | MEI (TUPV)               | ECO                      | 793          | 1,92         |             |             |
|                          | Lorys Elmayan,           | ÉAC - RC                 | ECO                      | 609          | 1,48         |             |             |
|                          | Lydia Bourhis            | LP (UPF)                 | DSV                      | 507          | 1,23         |             |             |
|                          | Christian Wong           | PA                       | ECO                      | 500          | 1,21         |             |             |
|                          | Khamssa Rahmani          | LO                       | DXG                      | 239          | 0,58         |             |             |
|                          | Philippe Riché           | FC17                     | DXG                      | 90           | 0,22         |             |             |
|                          |                          |                          |                          |              |              |             |             |
| Votes valides            | Votes valides            | Votes valides            | Votes valides            | 41 216       | 97,66        | 35 747      | 88,75       |
| Votes blancs             | Votes blancs             | Votes blancs             | Votes blancs             | 706          | 1,67         | 3 263       | 8,10        |
| Votes nuls               | Votes nuls               | Votes nuls               | Votes nuls               | 283          | 0,67         | 1 267       | 3,15        |
| Total                    | Total                    | Total                    | Total                    | 42 205       | 100          | 40 277      | 100         |
| Abstention               | Abstention               | Abstention               | Abstention               | 41 977       | 49,86        | 43 918      | 52,16       |
| Inscrits / participation | Inscrits / participation | Inscrits / participation | Inscrits / participation | 84 182       | 50,14        | 84 195      | 47,84       |

#### Quatrième circonscription
Député sortant : Raphaël Gérard (La République en marche).
| Candidat                 | Candidat                 | Parti et coalition       | Nuance                   | Premier tour | Premier tour | Second tour | Second tour |
| Candidat                 | Candidat                 | Parti et coalition       | Nuance                   | Voix         | %            | Voix        | %           |
| ------------------------ | ------------------------ | ------------------------ | ------------------------ | ------------ | ------------ | ----------- | ----------- |
|                          | Raphaël Gérard           | LREM (ENS)               | ENS                      | 12 743       | 27,59        | 21 447      | 50,90       |
|                          | Pascal Markowsky         | RN                       | RN                       | 11 900       | 25,77        | 20 685      | 49,10       |
|                          | Danièle Desselles,       | LFI (NUPES)              | NUP                      | 9 114        | 19,73        |             |             |
|                          | Françoise de Roffignac   | LR (UDC)                 | LR                       | 6 828        | 14,78        |             |             |
|                          | Jean Robin               | REC                      | REC                      | 1 935        | 4,19         |             |             |
|                          | Stéphane Loth            | RC                       | DVD                      | 935          | 2,02         |             |             |
|                          | Cyril Lerat              | LP (UPF)                 | DSV                      | 815          | 1,76         |             |             |
|                          | Valérie Barraud          | LO                       | DXG                      | 733          | 1,59         |             |             |
|                          | Sébastien Crochet        | PA                       | ECO                      | 626          | 1,36         |             |             |
|                          | Patrick Mars             | SE                       | DVC                      | 552          | 1,20         |             |             |
|                          | Annie Chassain           | SE (FGR)                 | DVG                      | 1            | 0,00         |             |             |
|                          |                          |                          |                          |              |              |             |             |
| Votes valides            | Votes valides            | Votes valides            | Votes valides            | 46 182       | 97,19        | 42 132      | 91,22       |
| Votes blancs             | Votes blancs             | Votes blancs             | Votes blancs             | 897          | 1,89         | 2 975       | 6,44        |
| Votes nuls               | Votes nuls               | Votes nuls               | Votes nuls               | 438          | 0,92         | 1 082       | 2,34        |
| Total                    | Total                    | Total                    | Total                    | 47 517       | 100          | 46 189      | 100         |
| Abstention               | Abstention               | Abstention               | Abstention               | 46 888       | 49,67        | 48 219      | 51,08       |
| Inscrits / participation | Inscrits / participation | Inscrits / participation | Inscrits / participation | 94 405       | 50,33        | 94 408      | 48,92       |

#### Cinquième circonscription
Député sortant : Didier Quentin (Les Républicains).
| Candidat                 | Candidat                 | Parti et coalition       | Nuance                   | Premier tour | Premier tour | Second tour | Second tour |
| Candidat                 | Candidat                 | Parti et coalition       | Nuance                   | Voix         | %            | Voix        | %           |
| ------------------------ | ------------------------ | ------------------------ | ------------------------ | ------------ | ------------ | ----------- | ----------- |
|                          | Séverine Werbrouck       | RN                       | RN                       | 15 404       | 25,76        | 26 336      | 48,26       |
|                          | Christophe Plassard      | H (ENS)                  | ENS                      | 14 245       | 23,83        | 28 233      | 51,74       |
|                          | Margarita Sola           | PS (NUPES)               | NUP                      | 11 886       | 19,88        |             |             |
|                          | Didier Quentin           | LR (UDC)                 | LR                       | 10 519       | 17,59        |             |             |
|                          | Florence Courtois        | REC                      | REC                      | 2 474        | 4,14         |             |             |
|                          | Romuald Dequatre         | ÉAC - RC                 | ECO                      | 1 525        | 2,55         |             |             |
|                          | Marie-Noëlle Groch,      | TdP diss.                | RDG                      | 1 506        | 2,52         |             |             |
|                          | Vincent Marichal         | PA                       | ECO                      | 826          | 1,38         |             |             |
|                          | Grégory Dathy            | DLF (UPF)                | DSV                      | 782          | 1,31         |             |             |
|                          | Danièle Cassette         | LO                       | DXG                      | 620          | 1,04         |             |             |
|                          |                          |                          |                          |              |              |             |             |
| Votes valides            | Votes valides            | Votes valides            | Votes valides            | 59 787       | 98,37        | 54 569      | 91,70       |
| Votes blancs             | Votes blancs             | Votes blancs             | Votes blancs             | 679          | 1,12         | 3 686       | 6,19        |
| Votes nuls               | Votes nuls               | Votes nuls               | Votes nuls               | 311          | 0,51         | 1 251       | 2,10        |
| Total                    | Total                    | Total                    | Total                    | 60 777       | 100          | 59 506      | 100         |
| Abstention               | Abstention               | Abstention               | Abstention               | 58 931       | 49,23        | 60 244      | 50,31       |
| Inscrits / participation | Inscrits / participation | Inscrits / participation | Inscrits / participation | 119 708      | 50,77        | 119 750     | 49,69       |